# Гуцульський стрій
Гуцули відзначалися серед інших горян русинів красивою статурою тіла, поставою та вільними рухами. Типові гуцули були шатенами і мали світлі очі. Дівчата відзначалися також сильною будовою тіла, були переважно шатенками й відзначалися вродою і стрункістю. Гуцули на відміну від інших найкраще зберегли свої традиції. Одяг гуцулів також вирізнявся вишуканістю, багатьма прикрасами і різноманітними кольорами. Гуцулів можна умовно поділити на: галицьких гуцулів в долинах Пруту і Чорного Черемошу, буковинських гуцулів в долинах Білого Черемошу і частково Сучави і угорських гуцулів в долинах Чорної і Білої Тиси
Буковинські гуцули мають певні відмінності від галицьких гуцулів (біля Коломиї), насамперед у релігії. Буковинські переважно православної віри, а галицькі греко-католицької. Межа між ними проходить долиною Черемошу, Білого Черемошу, Перкалабою. Відміни є також і в одязі. Так галицькі гуцулки носять дві запаски, а буковинські обгортку. Також галицькі гуцулки носять «ґуґлю» та дві окремі шерстяні штанини.
«Гуцули в синіх або червоних широких штанях, тісно зішнурованих на литках ремінцями від взуття, біла сорочка, трохи випущена наверх, на рукавах вишита червоною і білою заполоччю, на грудях великий мосяжний хрест, з плечей недбало звисає короткий сердак (верхній кабат з рукавами), білий або червоний капелюшок з низьким дном і доволі широкою крисою, спереду замаєний павиним пером.» (Косів) (Яків Федорович Головацький, Подорож по Галицькій та Угорській Русі, 1834 р.)
Гуцули проживали в горах і їздили на конях, тому їхній одяг має деякі відмінності і був пристосований для їзди верхом.
Гуцульська ноша: вишита сорочка, кептарик, сердак, ґуґля. Нижнім поясним одягом чоловіків були сині або гранатові штани, жіночим — сукні з золотими або срібними галунами.
Чоловіча сорочка гуцулів та бойків була на спині гладка, без зборів та коміра. Крій такої сорочки надзвичайно простий.
Швея брала полотно, складала його пополовині на потрібну довжину. Тоді посередині робила розріз поперек (на шию) і невеликий розріз повздовж полотна. Ці розрізи обшивалися складеною вдвоє смужкою полотна — обшивкою. Перший розріз був замість коміра, другий — пазуха. Потім з половини полотна викроювала рукави. Внизу до сорочки пришивались два клини з обох сторін подолка сорочки. І під рукавами пришивались два невеличкі клини. Вишивали таку сорочку по швах на плечах, обшивках, краї пазухи, рукавів та подолку. Для вишивки брали червоні або сині бавовняні нитки, рідше вишивали чорним або зеленим шовком. Такі сорочки носили поверху штанів та підперезані широким юхтовим ременем.

## Коломийські гуцули

### Чоловічий стрій
Чоловіки носили білі сорочки та довгі широкі штани з грубого білого полотна (поркениці) або ширші червоні з сукна (крашаниці), часом білі або чорні суконі (голошні, гачі), особливо охоче носили гуцули вбрання — сині штани з купного сукна до очкура. До того носили широкий шкіряний пас (черес), сорочку спереду підтягували і вона була на 20-30 см коротша ніж ззаду. За пояс закладали файку, люльку. На ногах носили шкіряні постоли. Постоли стягались шнурками або шкіряними ремінчиками. В 19 ст. парубки та ґазди носили чоботи замість постолів. По сорочці гуцули вдягали через плече шкіряну торбу — табівку, з густо набитими мідними ґудзиками та порохівниці з оленячих рогів, оздоблені мідними пластинками та перламутровими цятками.. Зверху на сорочку одягали кептар — короткий розшитий білий кожушок без рукавів. Кептар зв'язувався біля шиї двома кутасами і був розшитий сап'яновими ремінцями. Зверху по киптарику носили сердак.
Чоловіки в свята носили поверх кептарика також сердак — короткий з чорного сукна, розшитий вовняними шнурама з кутасами (дармовиси). Сердак з гранатового сукна називався — крашенек або байбарак (на хутрі). Святковий капелюх був прикрашений павиним або кугутячим пір'ям та круглими кутасами. На шиї носили чорну в узори хустку. До повного строю гуцула належав топірець або келев — палиця з мистецько виробленим накінечником, окована зверху міддю. На руках гуцули носили ретязи.
«Тут я мав нагоду ближче познайомитися з гуцулами, що великими групами верталися із Сегета. Вигляд цієї юрби, що наближалася здалеку, був дуже мальовничий, червоні, білі сарда-ки, червоні й сині шаровари верхівців чудово гармоніювали між собою. Здавалося, наче я бачив запорожців зі Старої Січі, з тією різницею, що цей похід був спокійний, безоружний.» (Яків Федорович Головацький, Подорож по Галицькій та Угорській Русі, 1834 р.)
В будній день гуцули, особливо молоді хлопці носили також байбарак (петек) — короткий одяг без стану з коміром-стійкою без всяких нашивок.
Волосся носили довге, розділене на проділ. Вбранням голови були повстяні капелюхи — кресані, з гальоном, шнурками, стрічками та бовтицями.

### Жіночий стрій
Жінки носили сорочку і дві запаски: одну ширшу ззаду і одну спереду. Запаски пов'язували червоним вовняним паском. На ногах носили постоли. Зверху одягали як і чоловіки кептар. Дівчата на голові не носили нічого, волосся заплітали спочатку в дві коси (коски), які позаду голови переходили в одну, яку пов'язували червоною стрічкою. Жінки заплітали також косу, але стрічку не пов'язували. На голову жінки одягали чепець, зверху пов'язували чорною або червоною в квіти хусткою, кінці хустки звисали на плечі. На шиї носили кілька шнурків перлів або пацьорки, гердан. Через плече носили вовняну торбу.
Сорочки святкові в жінок були вишиті на передпліччях або цілі рукави. Пацьорки для гуцулок робилися в Венеції і звідти їх привозили купці-жиди. Голову покривали наміткою (зробленою вдома) або купленим рантухом кінці яких були вишиті і звисали поза плечі. Зверху по рантуху або намітці пов'язували червону в квіти хустку. На святкові дні дівчата носили запаски (дротяні) переткані золотою ниткою. Такі запаски блищали вже здалека. На свята або весілля дівчата вдягали замість запаски сукню з гранатового сукна обшиту знизу золотими галонами. Підперезувалися зверху крайкою або шкіряним паском. На ноги вдягали червоні панчохи і капчурі з кольорової вовни і по них із задертими носами постоли або чоботи на високих каблуках. До святкового вбрання належав ще біла ґуґля (верхній плащ, одягався в негоду, подорож та належав до св. строю). До святкового вбрання належала ще біла хустинка. Торбу носили червоного кольору.
На великі свята гуцулки одягали суконну спідницю з пришитими внизу золотими чи срібними галунами — сукні. Опоясуються гуцулки червоним вив'язаним поясом, кінці якого повинні висіти позаду. В будній день гуцулки носили шкіряні постоли, а в свята жовті сап'янці руського крою з довгими халявами. Зимою гуцулки носили чорні байбараки підбиті й опушені білою овчиною та ґуґлі. Сорочки гуцулок на спині та спереду мали збори. Пазушина вишивалася в два ряди, її було видно з-під шийних прикрас. Вишиті були також уставки і на широких рукавах були вишиті капки — капані рукави.
Як ідете хлопці в танець, повмивайте пальці,
Та щоби сте не зваляли капані рукавці.

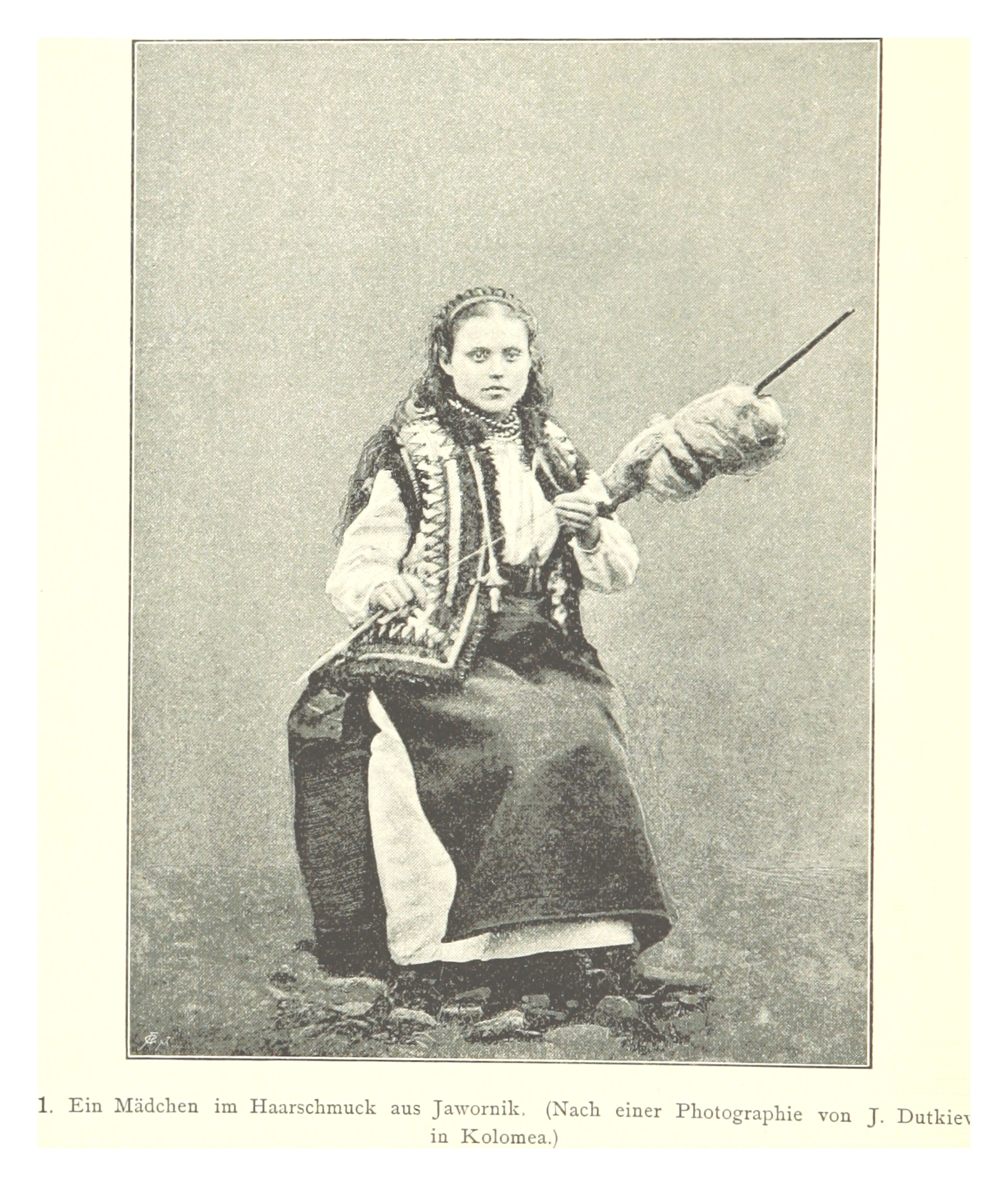
Дівчина-гуцулка з с. Явірник.
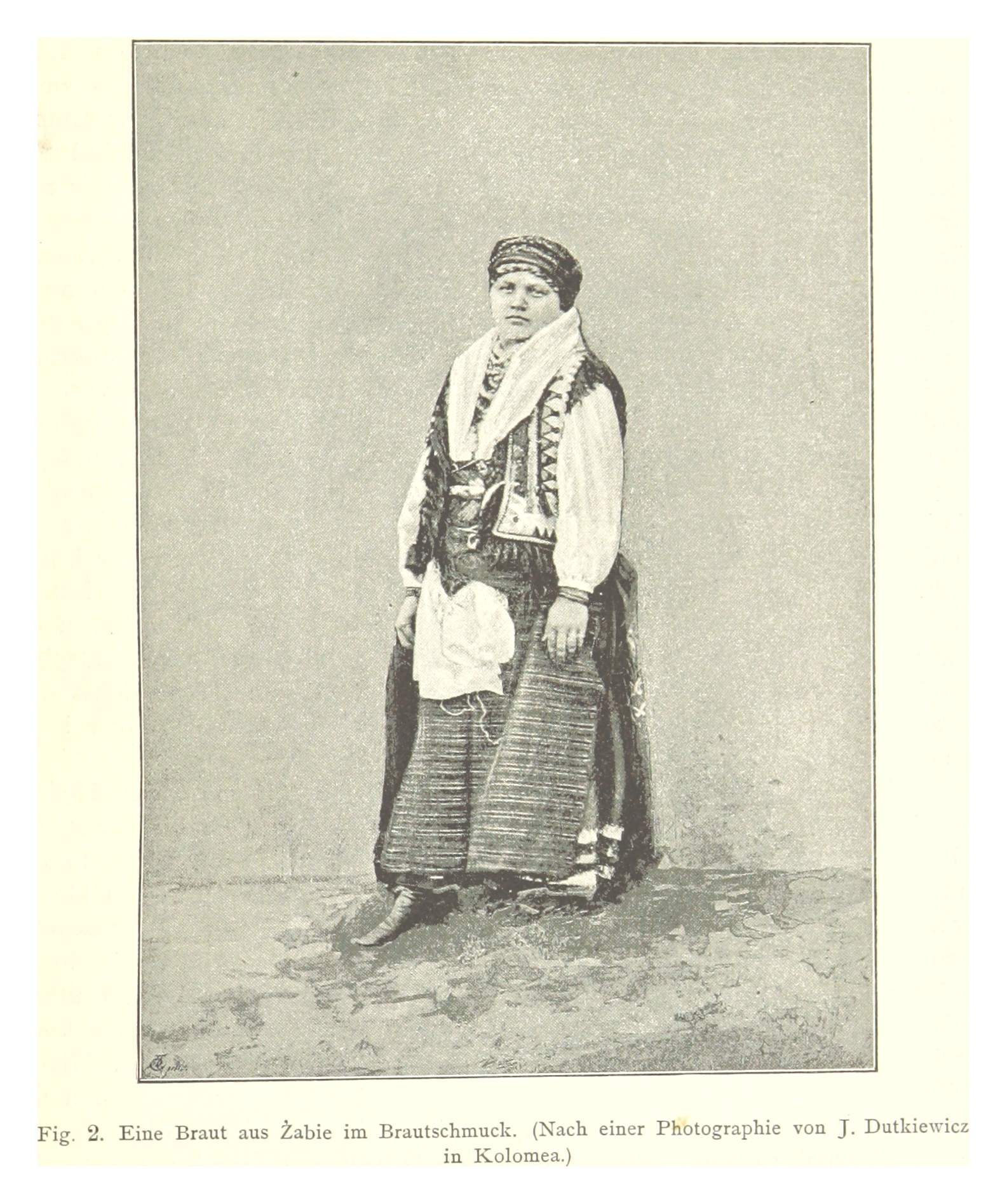
"Княгиня" з с. Жаб'є (з 1962 р. — Верхови́на)
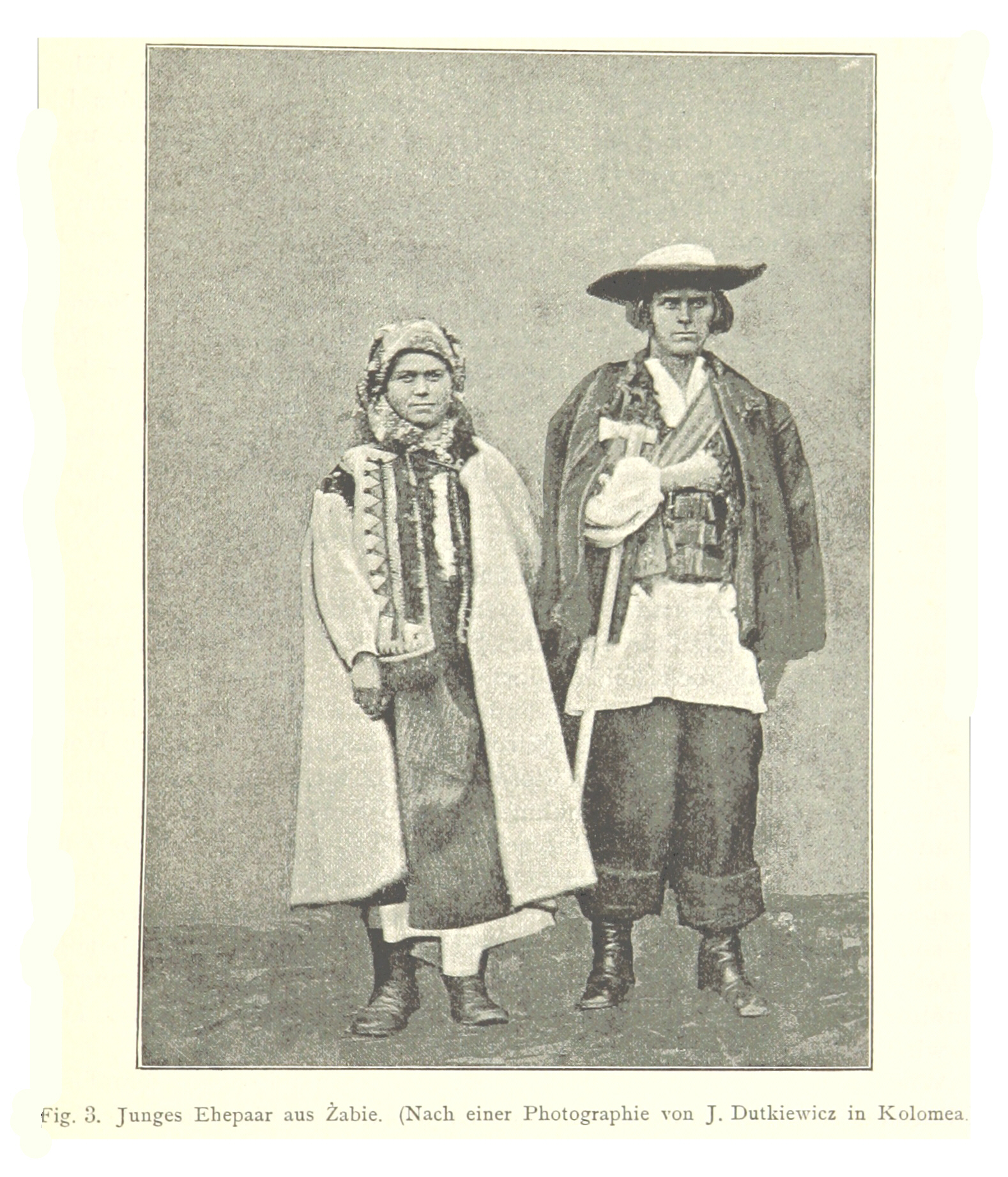
Молода пара з с. Жаб'є (з 1962 р. — Верхови́на)
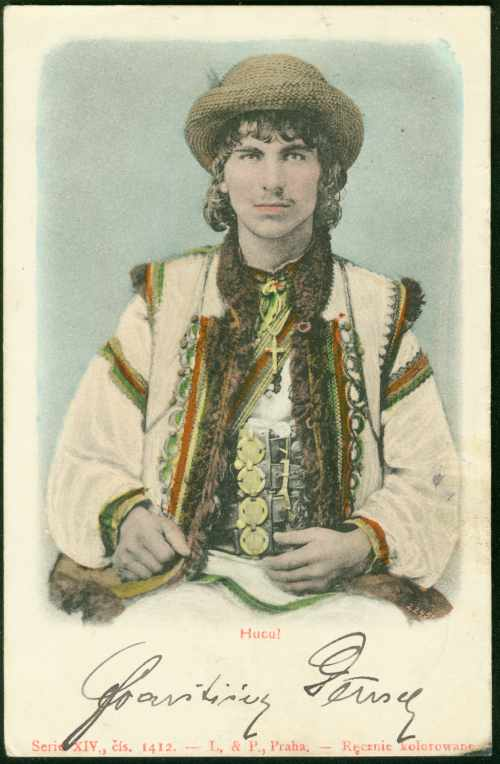
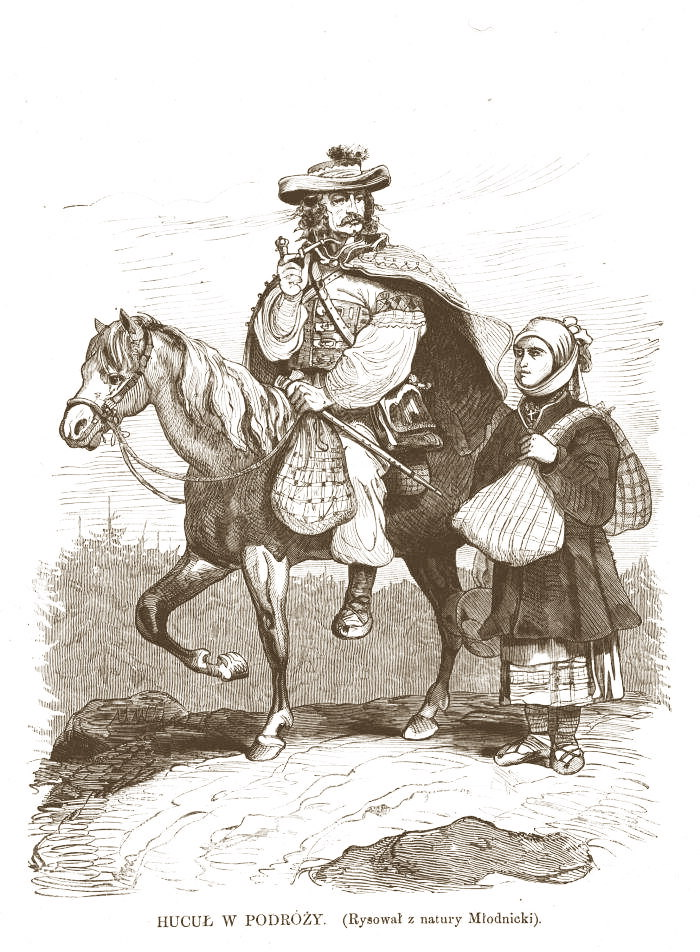
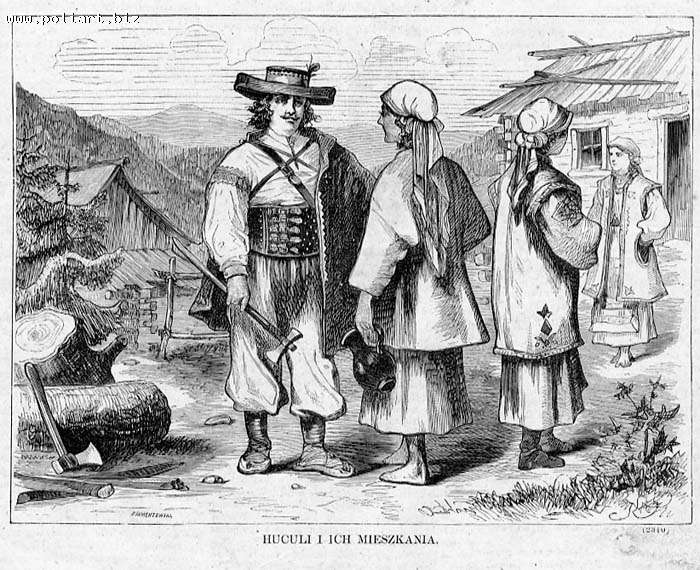
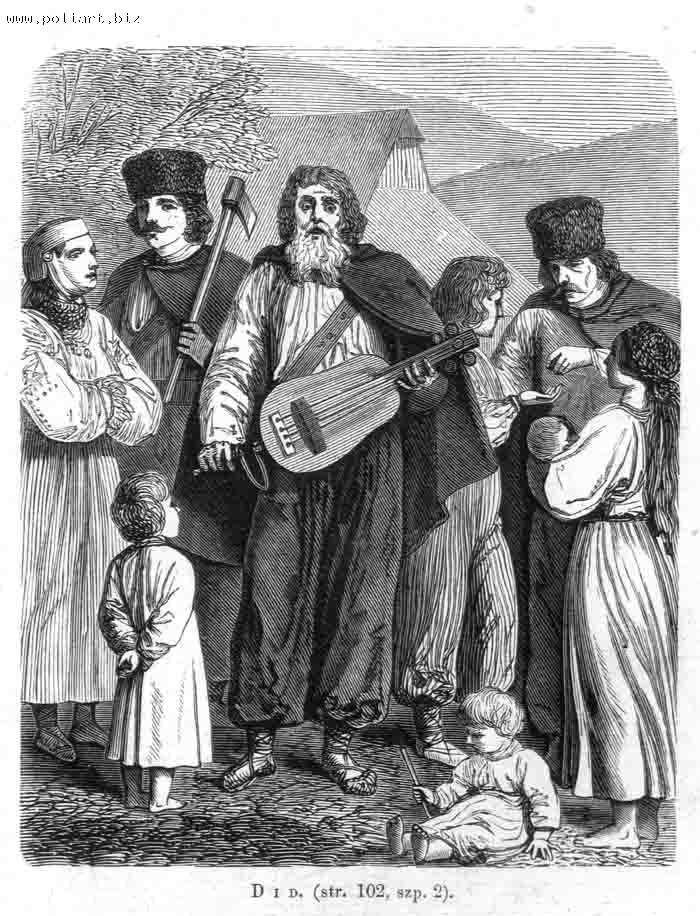
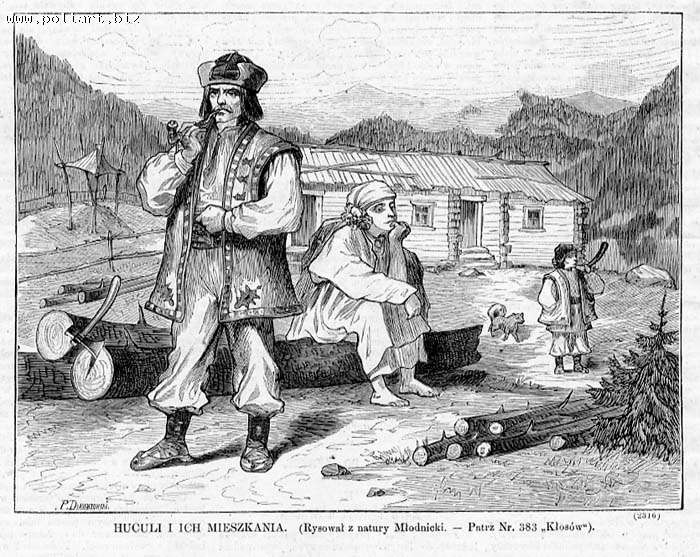
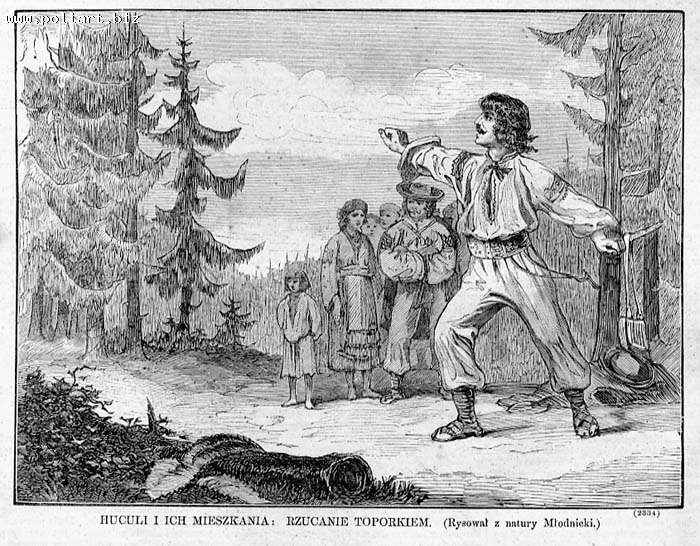
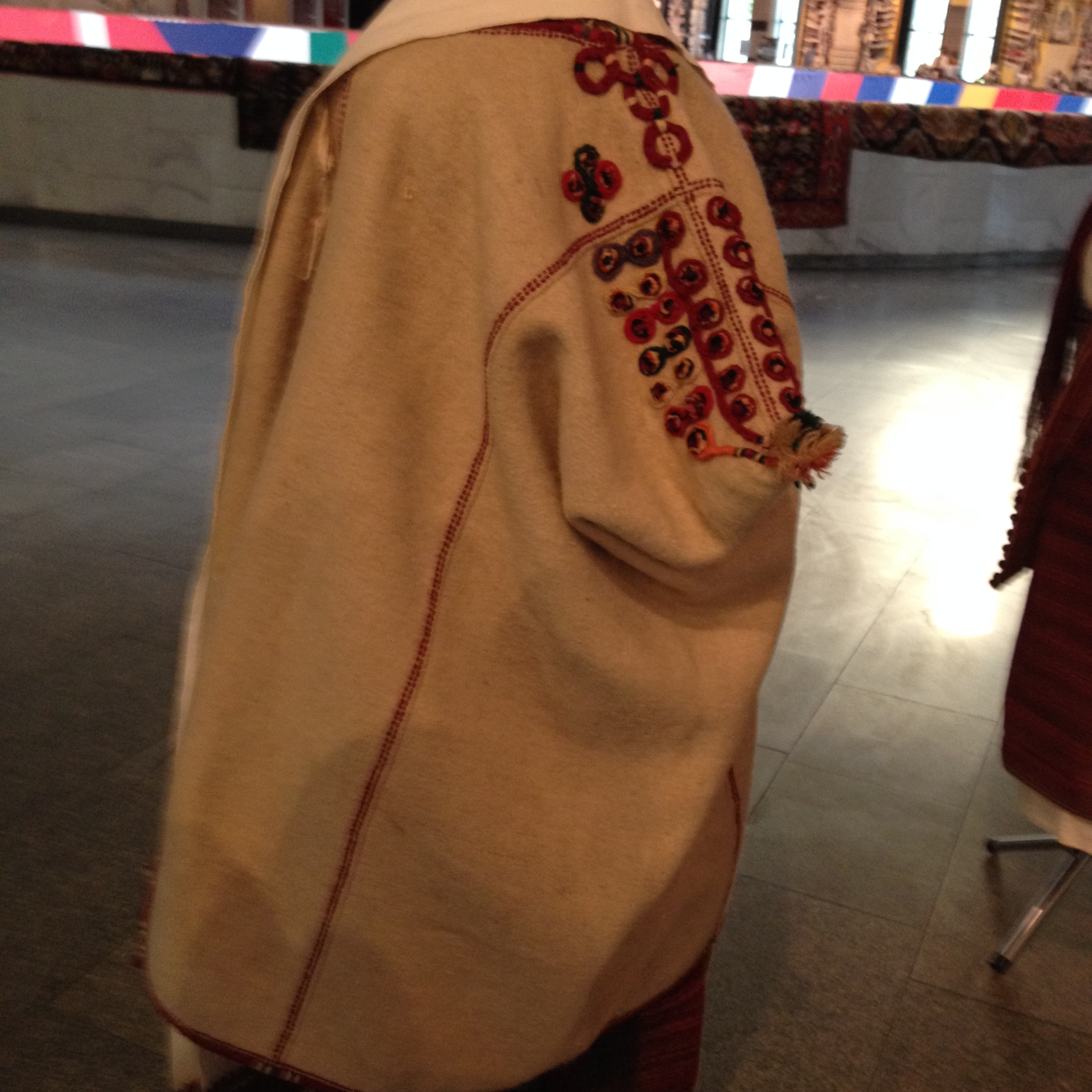
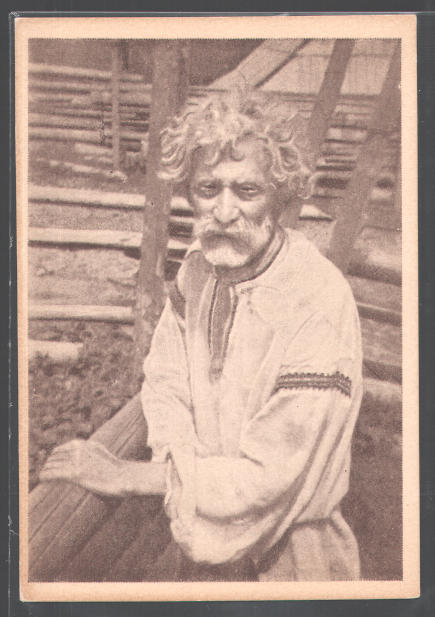
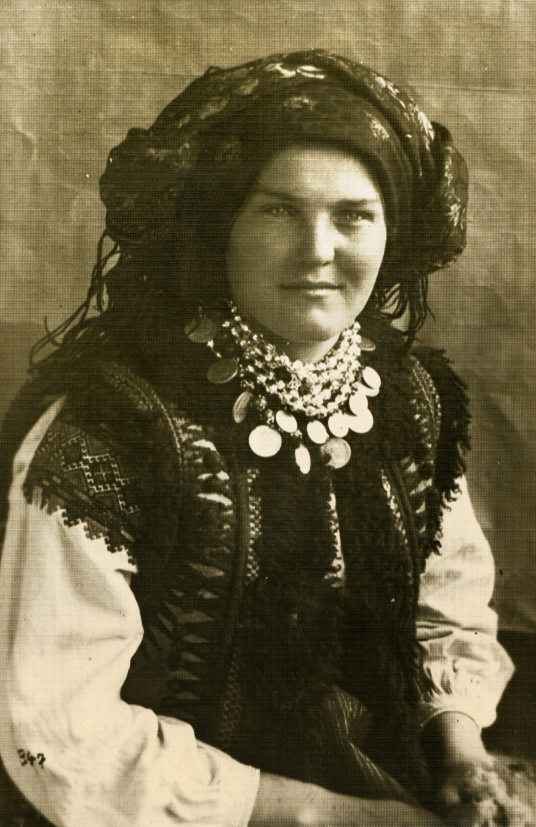
Гуцулка
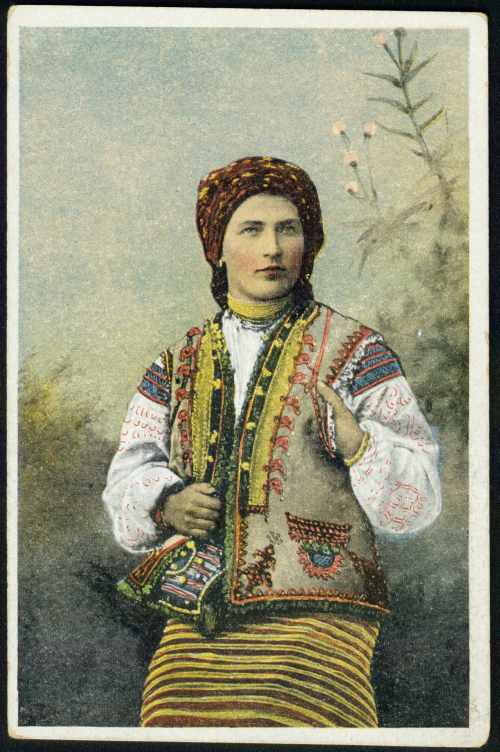
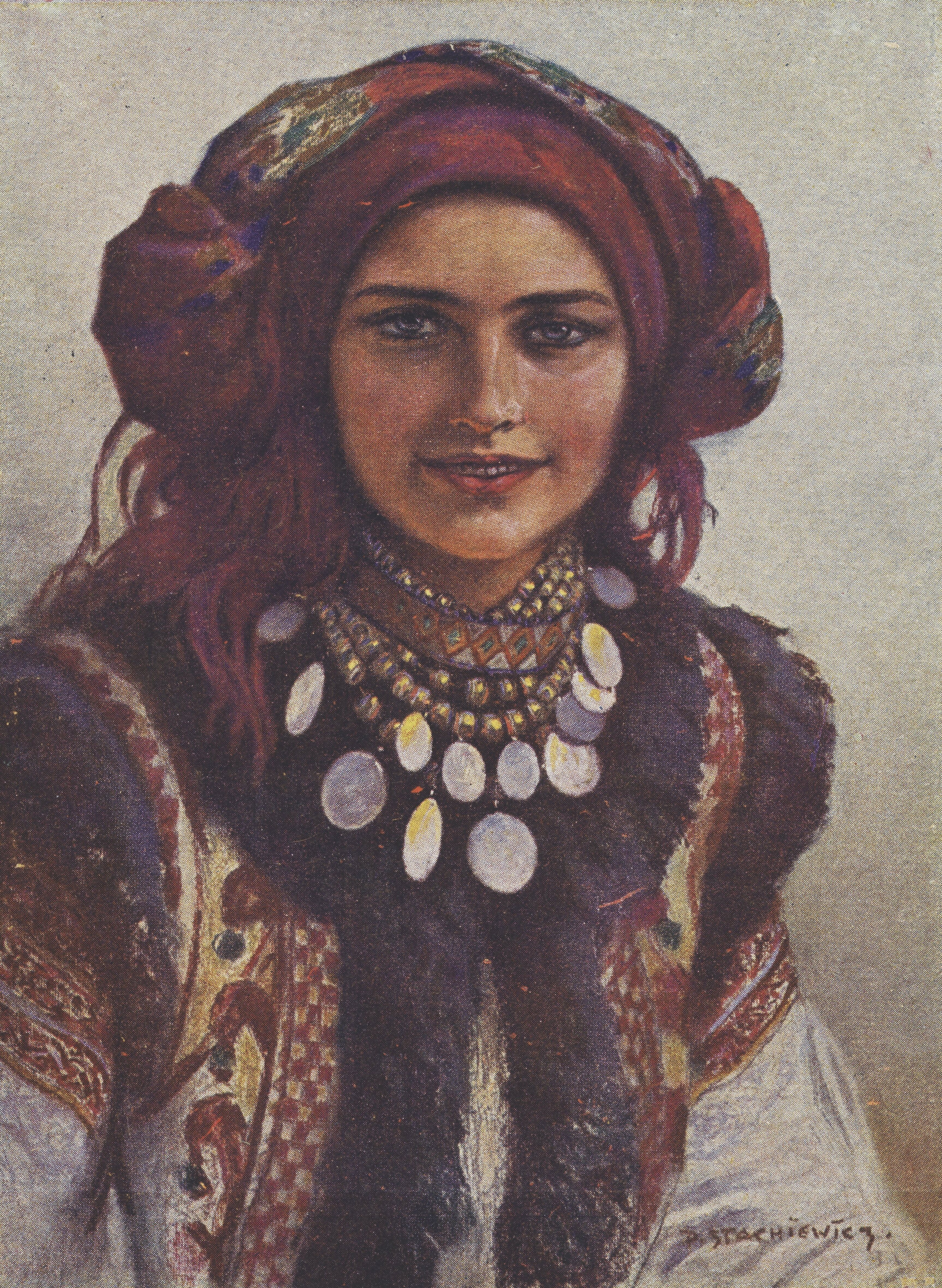

## Буковинські гуцули
Буковинські гуцули
Буковинські гуцули носили коротшу сорочку з прямими або на манжеті рукавами. Під сорочку одягали білі портяниці, по сорочці носили вузький ремінець або широкий шкіряний пас (черес) з ґудзиками з месінгу, по сорочці носили також кептарик, по кептарику одягали широкий короткий бурий сердак з вовняними ґудзиками та зашпенками на грудях. На ногах носили чоботи або постоли з притятими носами без прикрас. На голові носили вовняний або солом'яний капелюх (кресаня) з вузькими полями. Зимою чоловіки носили поверх портяних штанів, сині або червоні шерстяні штани (гачі). На ногах носили постоли з вовняними капцями. На голові носили шапки, кучми або капузи. Під сердак одягали великі кожухи і по сердаку одягали манти з колпаками. Гуцульські парубки прикрашали капелюхи мосяжними бляшками та китицями.
Буковинські гуцулки
Буковинські гуцулки носили влітку коротшу ніж у подолянок, вишиту на плечиках сорочку. Поверху сорочку обгортали вовняною рудою або червоною обгорткою (опинка). Або носили також дві обгортки (запаска), які пов'язували вузькими різнокольоровими поясками (попружка). Обгортики пов'язували зверху широким поясом та зверху по широкому ще й вузьким, як подолянки. По сорочці одягали кептар і по кептарі бурий сердак, як у чоловіків. На ногах носили чоботи та постоли, як у чоловіків. На голові носили перемітки та різнокольорові хустки. На голові дівчата носили прикрашені гальонами перемітки (рантухи), хустки (турпани), штучні квіти. Зимою буковинські гуцулки носили кептарики, сердаки, манти. На ногах зимою носили вовняні напівштани (підколіниці). Довгих кожухів, коцовейок та фот дівчата гуцулки не носили. В загальному подолянки одягалися пишніше та краще за гуцулок. Гуцулки та гуцули носили на руках тоненькі мосяжні ланцюжки (ретязи).

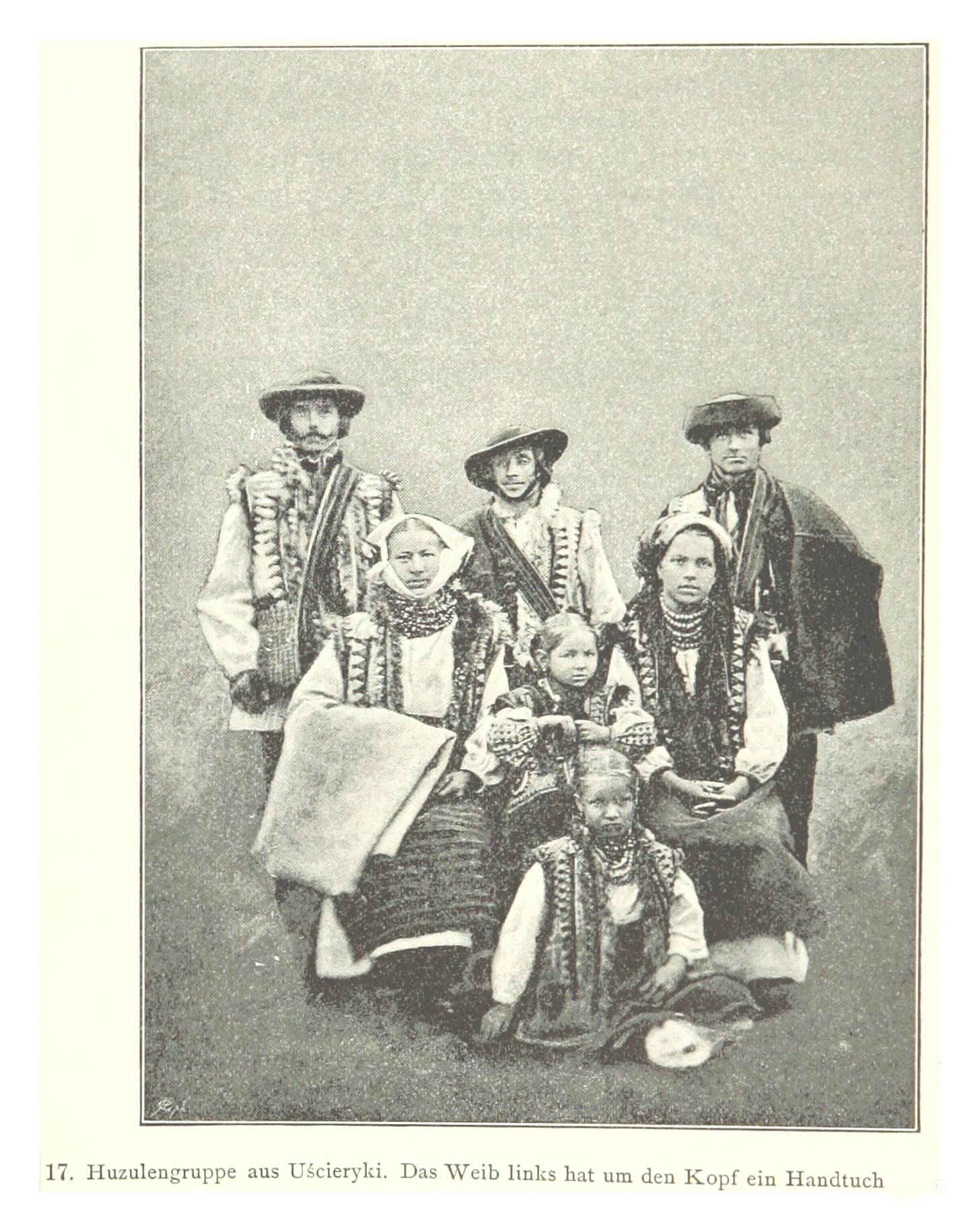
Гуцули з с. Устерікі.
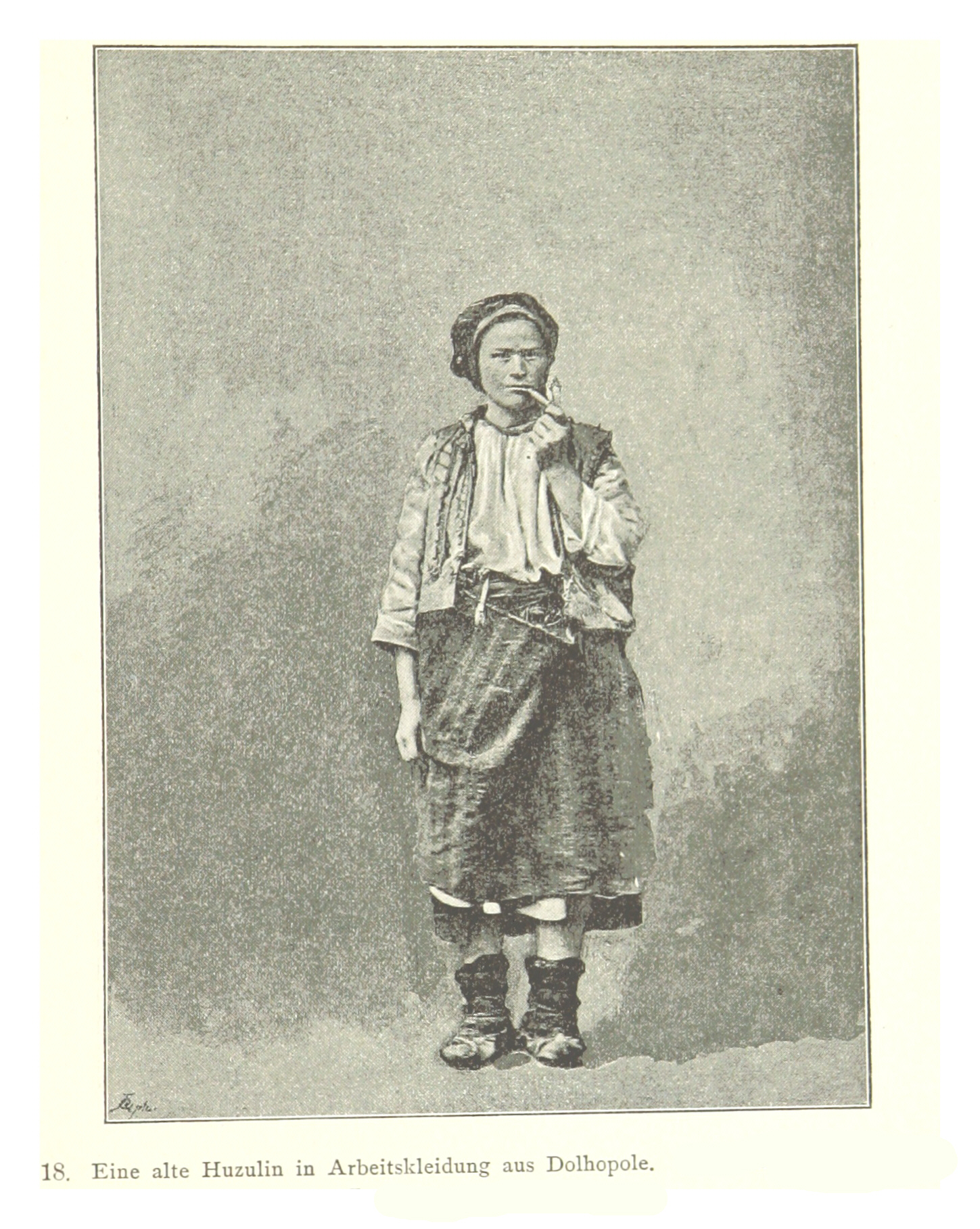
Гуцулка з с. Довгополе
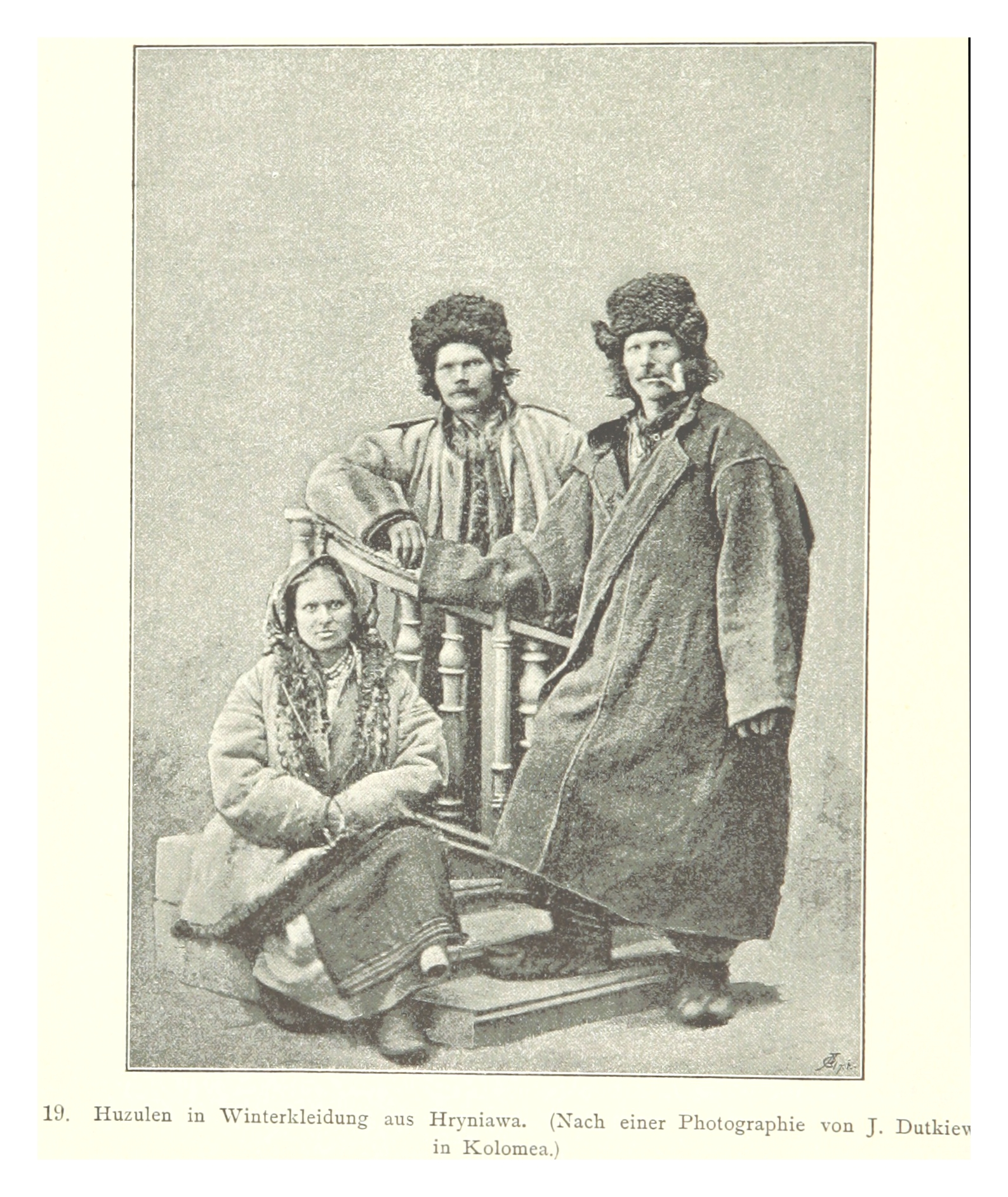
Гуцули в зимовому одязі
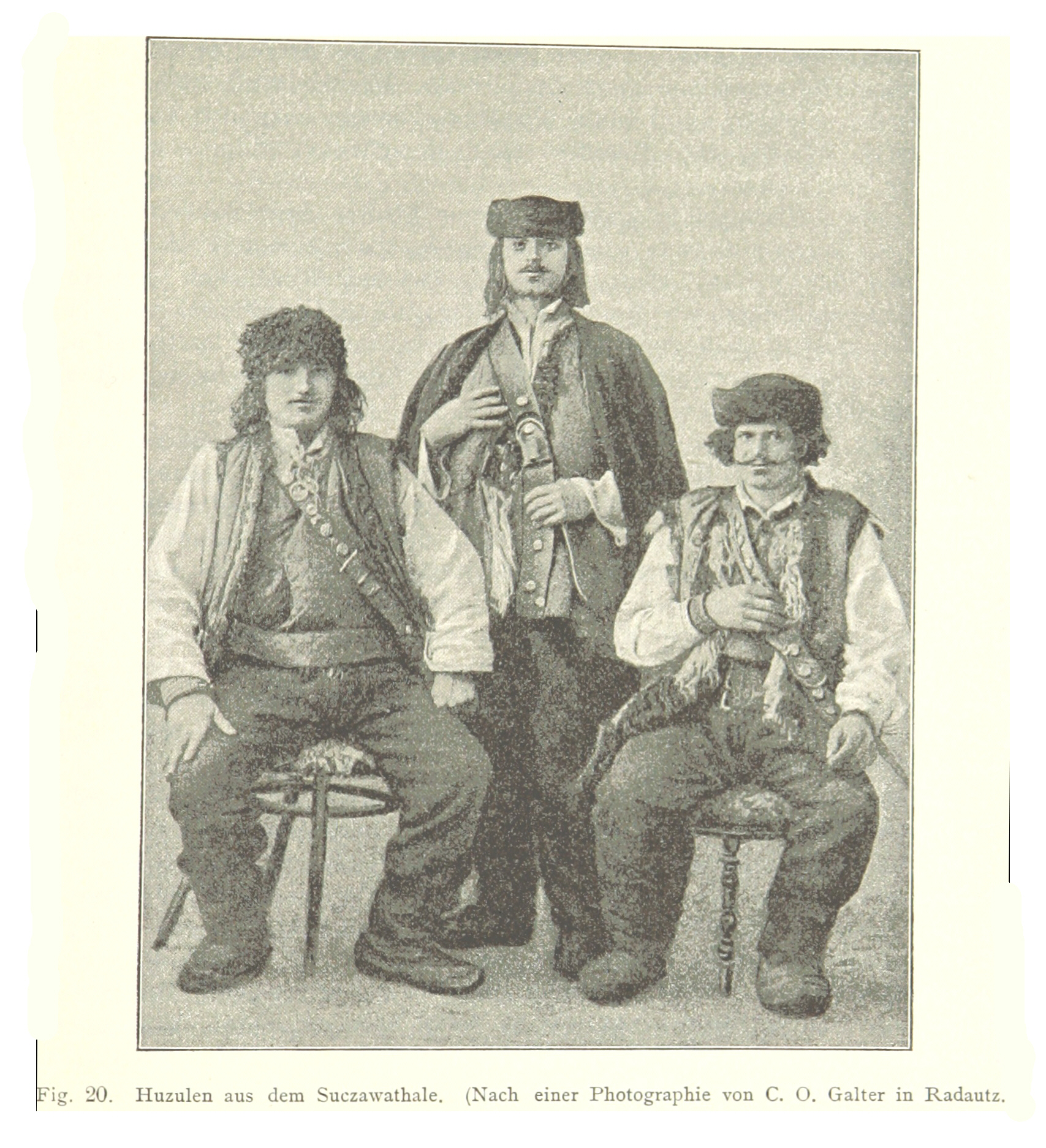
Гуцули з долини р. Сучави
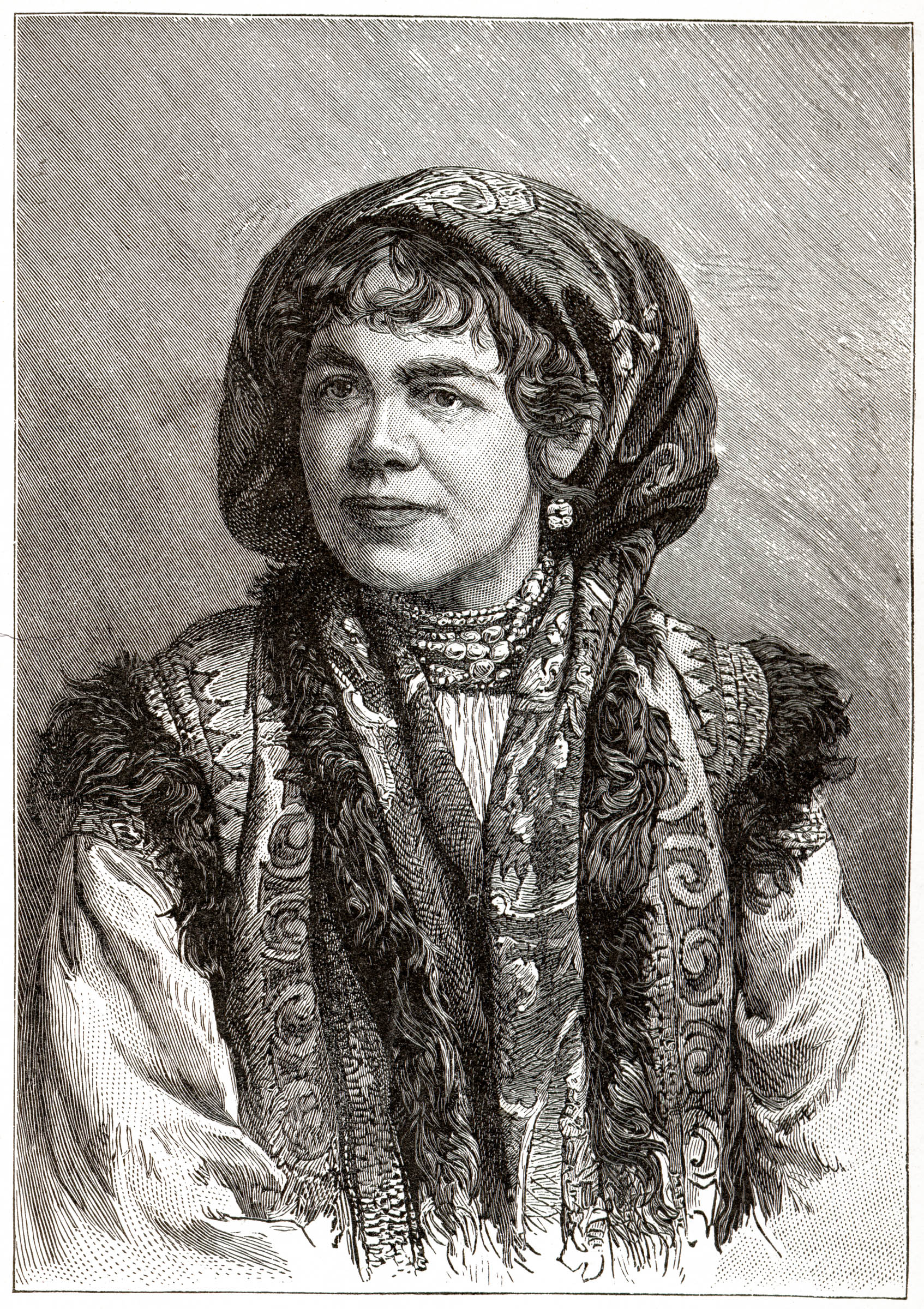

## Вбрання закарпатських гуцулів
За сучасними територіальними кордонами закарпатська Гуцульщина охоплює повністю Рахівський район. Незважаючи на однакову культуру та спільні риси в одязі, вишивці, закарпатських гуцулів можна поділити ще і на певні територіальні округи з певними особливостями в оздоблені одягу такі як: ясінський, рахівський, великобичківський та богданівський. Ясінський округ розташований в долині річки Чорна Тиса та її приток. Сюди відносяться села: Чорна Тиса, Лазещина, Ясіня, Стебний, Кваси, Сітний, Тростянець та Білин. Богданський округ розташований в долині Білої Тиси. До нього відносяться: Богдан, Розтоки, Видричка, Луги, Говерла, Тищора, Бребоя. Рахівський округ розташований в долині річки Тиса. До нього входять села: Рахів, Вільховатий, Костилівка, Росішка, Поляна, Луг. До Великобичківського округу входять такі поселення: Великий Бичків, Стримба, Верхнє Водяне, Кобилецька Поляна та інші поселення румунської частини Гуцульщини.

### Складові комплексу вбрання

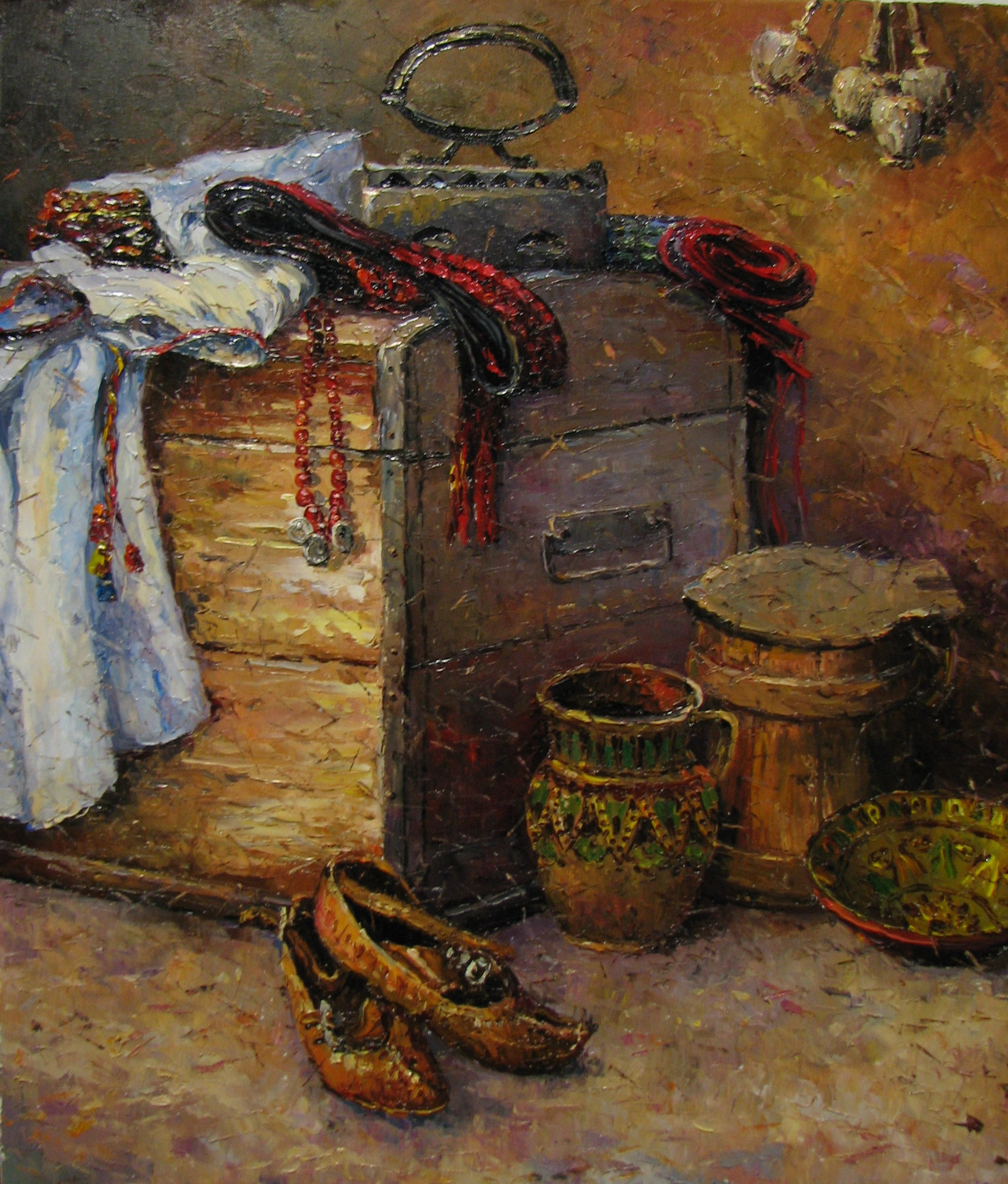
Роп'яник І. О. «Бабусина скриня», полотно, олія, 2008 рік

Вишита сорочка (кошуля) — сорочка «руського крою» була тунікоподібною, з невеличким коміром-стійкою та прямими рукавами на манжетах. Сорочку підперізували крайкою, яку пов'язували на лівому боці. Вишивкою прикрашали: комірець-стійку, пазуху, манжети, вставки. В деяких місцях вишивався також поділ сорочки.
Кожушок (кептар) — традиційний жіночий та чоловічий вид одягу, тобто «цифрофаний» білий кожушок без рукавів.
Сердак — традиційний верхній вид одягу, спільний для усіх гірських мешканців. Сердак в залежності від регіону мав різні кольори і різну вишивку.
Гугля — традиційний верхній одяг, рід плаща-накидки.
Кожух — зимовий вид одягу; короткий кожух з довгими рукавами.
Черес (пояс) — широкий шкіряний ремінь.
Гати, холошні — чоловічий вид одягу, гати — літні штани, холошні — шерстяні зимові штани, які одягалися поверх гатів і були чорного, темно-синього та темно-червоного кольорів. Носили також шкіряні штани (дублені).
Пунчохи (капчурі, капці) — могли бути червоного, чорного та білого кольору, зверху одягали бочкори.

### Чоловічий одяг
Гуцули носили лляну або конопляну сорочку, довжиною до стегна, без коміра, в більшості по штанях. Сорочка мала розтин з переду та мосяжний ґудзик, на який згори защіпалася. Зверху по сорочці носили білий м'який кожушок без рукавів, розшитий кольоровою шкірою, у вигляді тюльпанів. Спереду кожушок був розшитий двома рядами мідних ґудзиків. До коміра на довгих білих шнурках були пришиті червоні або зелені дармовиси, які закидали на спину. Влітку носили білі лляні штани, а взимку шерстяні облягаючі штани: до коліна білі, а від коліна коричневі, а також чорні, сині, червоні. На поясі носили вузький ремінь з мідних пластинок, а зверху шкіряний широкий темно-червоного кольору пояс, який використовувався і для збереження грошей, документів, тощо. На ремені носили також велику шкіряну сумку, в яку ховали люльку, тютюн. Як захист від холоду та спеки носили шубу без рукавів, яку вивертали також хутром наверх. На голові носили чорні фільцові капелюхи, взимку клепані — шапки з вухами. На ногах носили шкіряні постоли а також бочкори — з загостреними носами, які одягали поверху вовняних плетених капчурів (панчіх), білого, чорного, червоного (рідше). Волосся носили довге і змащували його жиром та пивом.

### Жіночий одяг
Жінки носили довгі до кісточок сорочки, вишиті на вставках. Сорочки підперізувались плетеними з шерсті крайками, в які додавалась також золота нитка. Замість спідниці носили дві запаски. А також носили постоли, панчохи, цифровані кожушки та зимою кожухи. Запаски ткали з тонкої червоної вовняної нитки, з додаванням зеленої та жовтої, а також металевої срібної чи золотої. Такі запаски відрізнялися відтінками та тканим узором. Вони пов'язувалися так, щоб передня запаска заходила на задню і щоб їхні краї не дуже розходились. На шиї носили силянки та мониста з 8-9 ниток. Хустки носили тільки одружені жінки.
Гуцульська вишиванка з Буковини
Буковинська вишиванка з музею в Сучаві (1851—1900) [Архівовано 22 жовтня 2014 у Wayback Machine.]
1876-1900 [Архівовано 23 жовтня 2014 у Wayback Machine.]

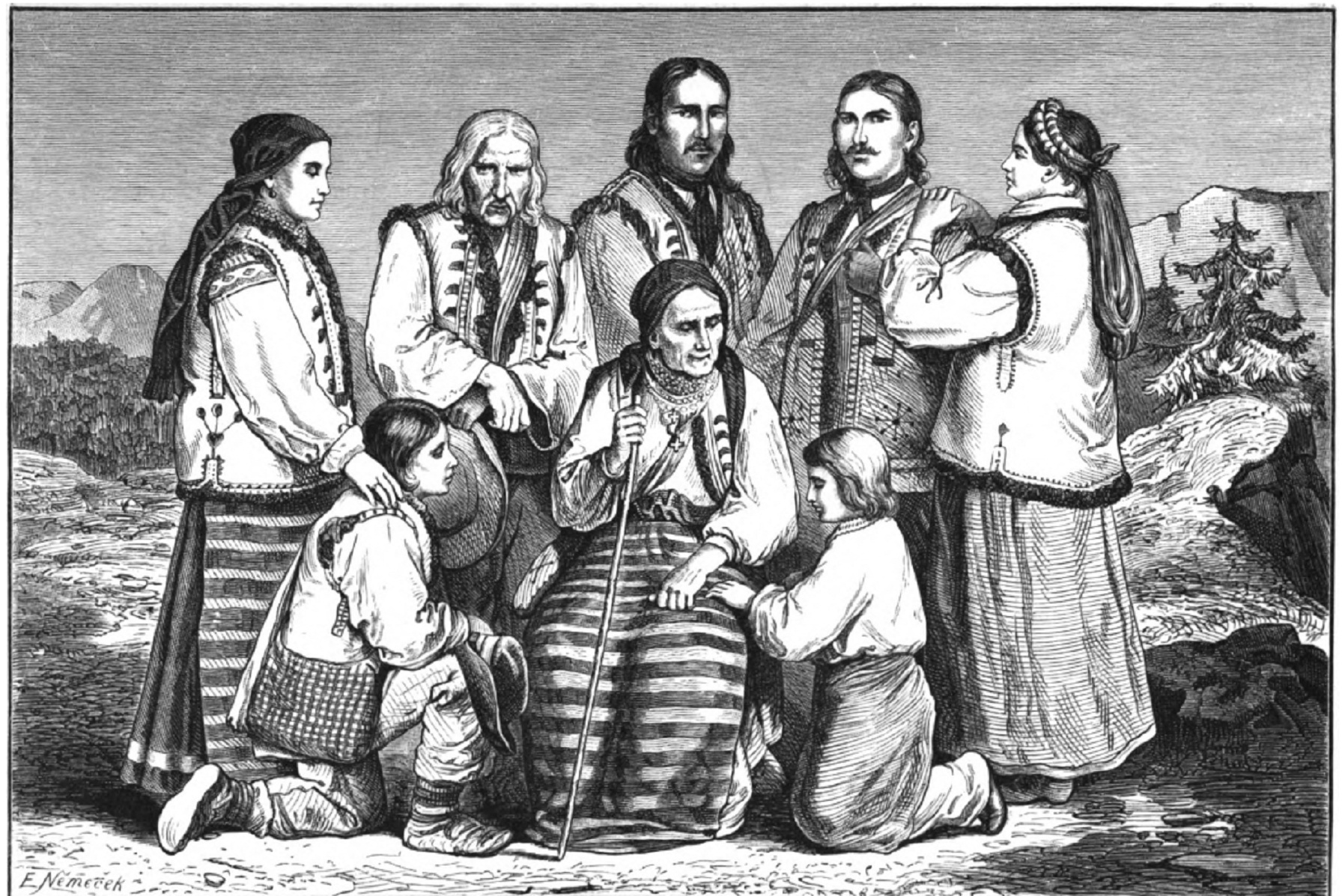
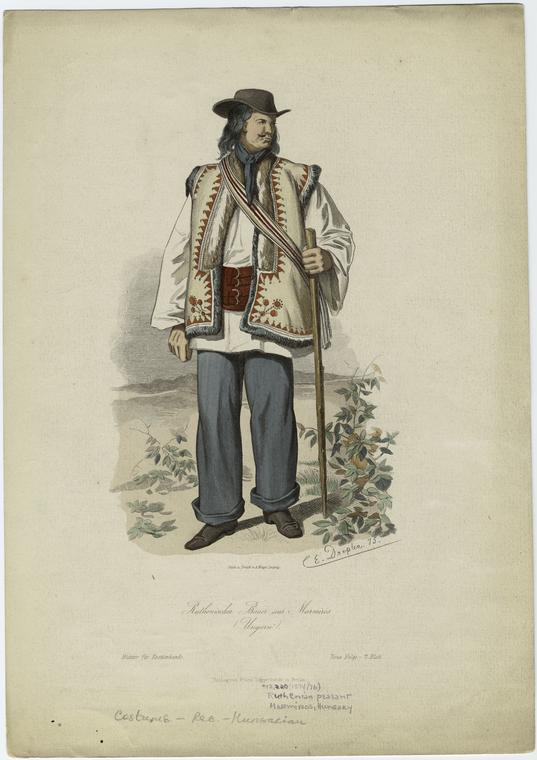
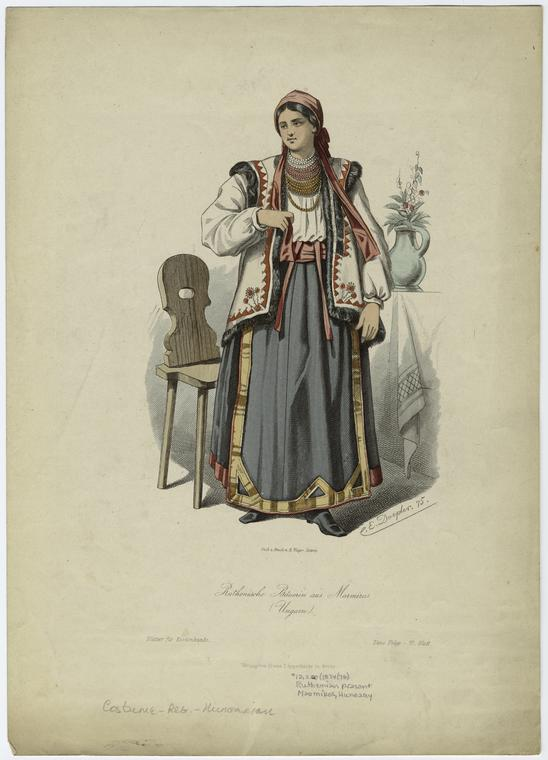

Гуцульська сальба (1851—1900) з музею в Сучаві 

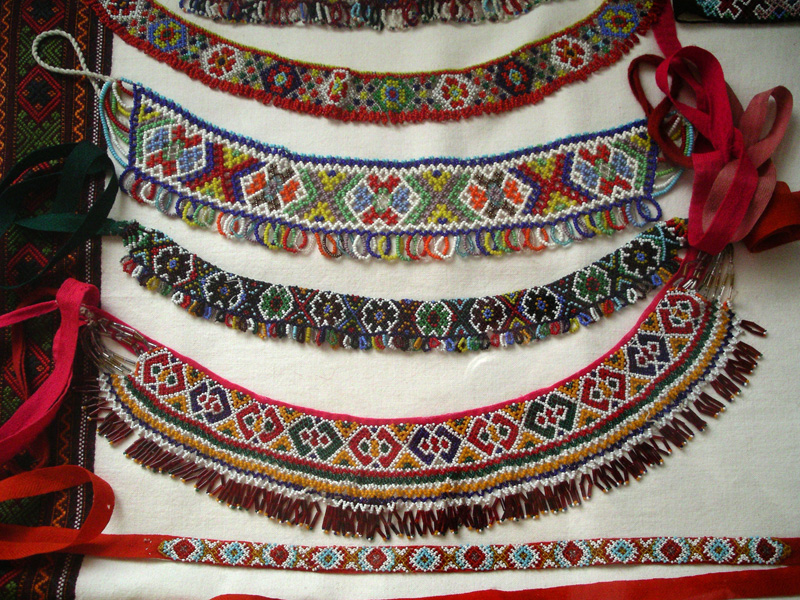
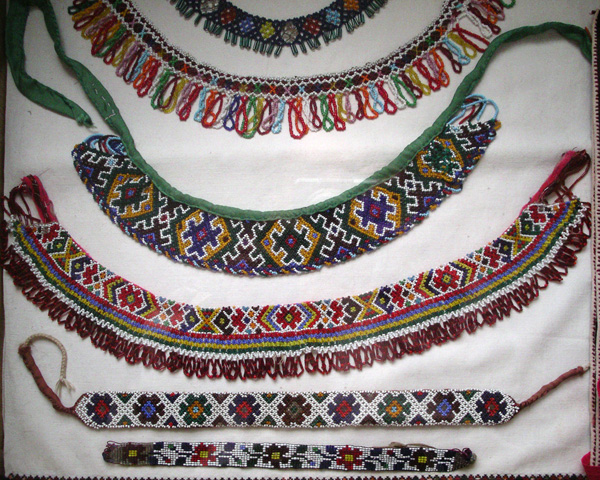
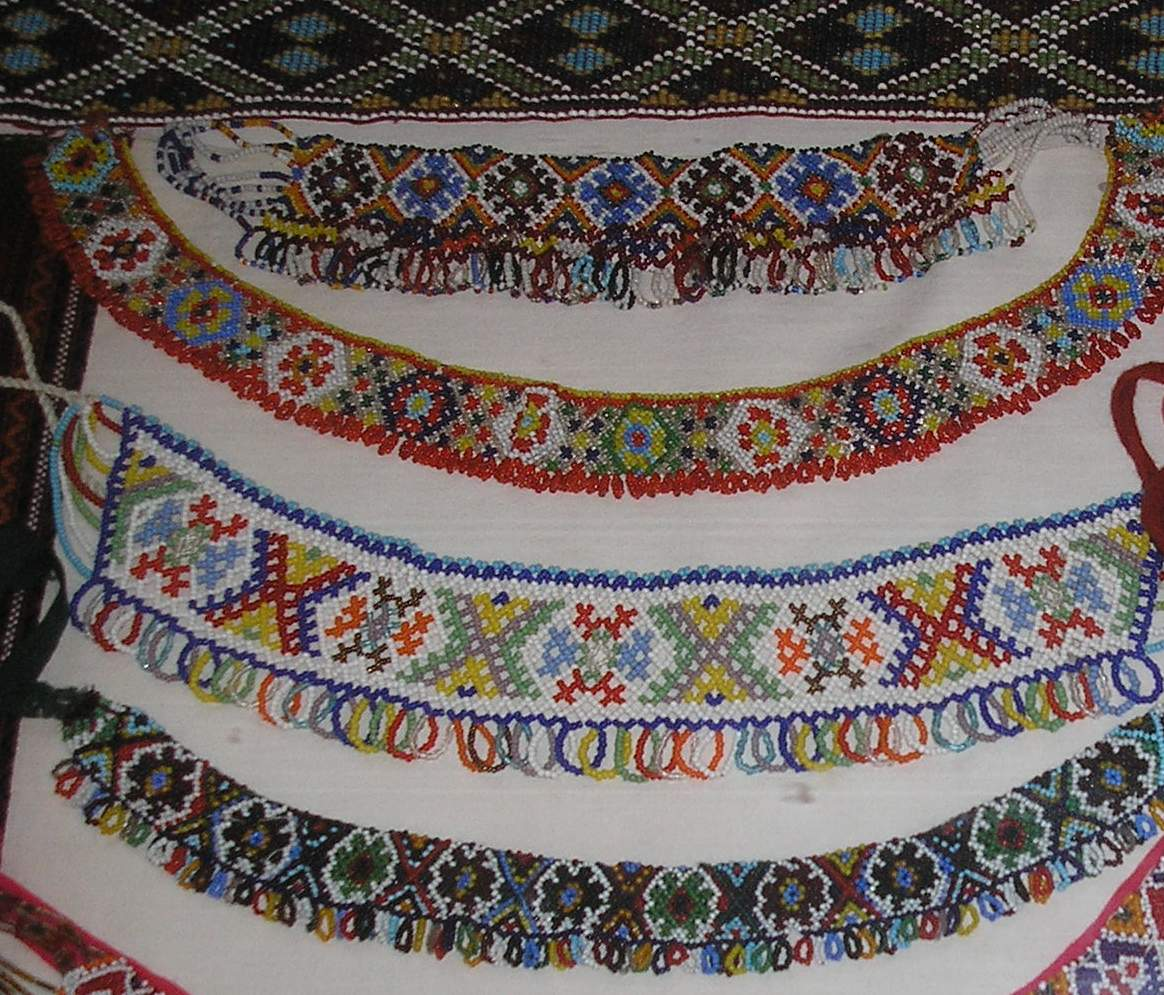

 [Архівовано 4 березня 2016 у Wayback Machine.]

Пацьорки з музею в Сучаві
Пряжка з музею в Сучаві

Гердани з музею в Коломиї

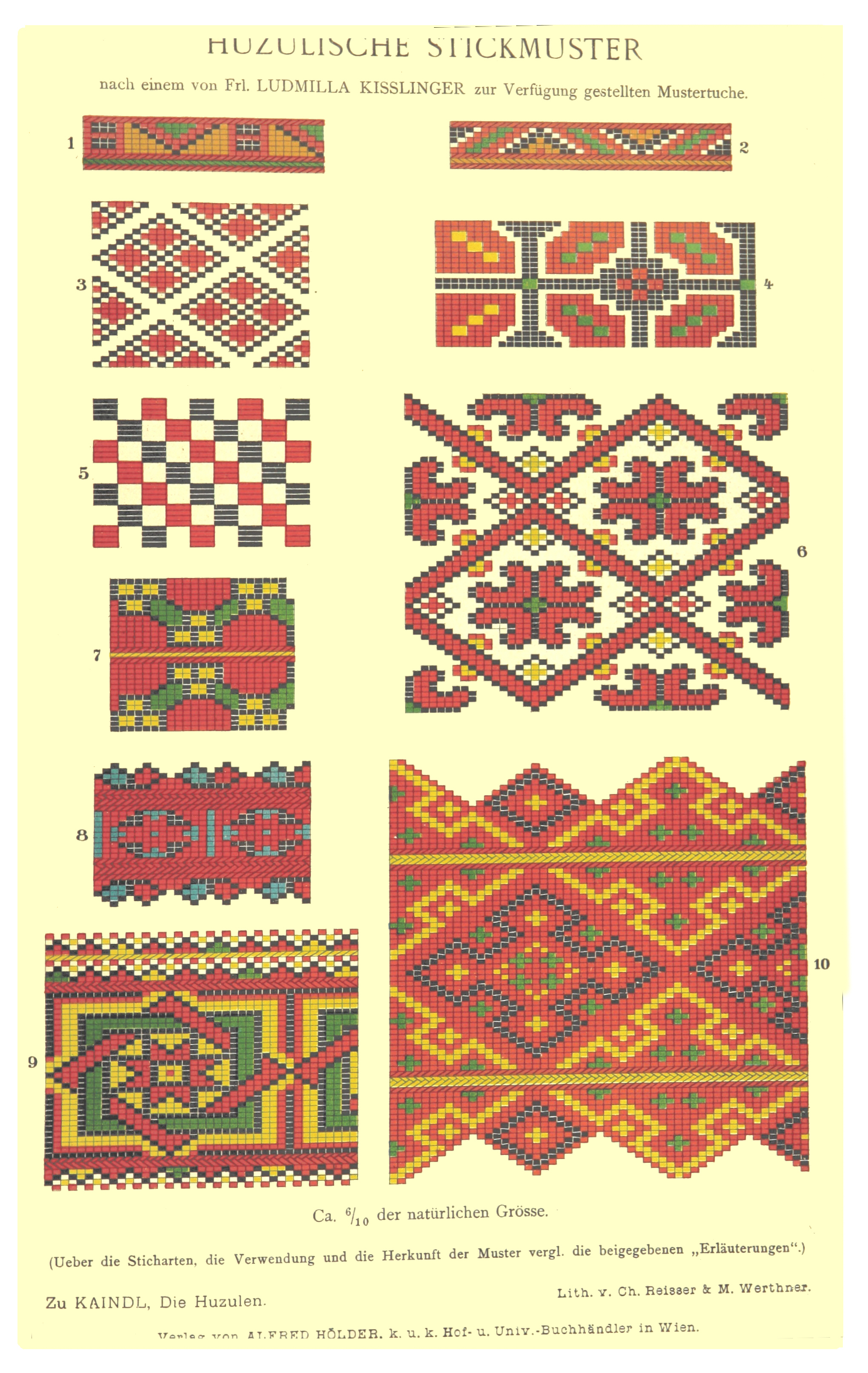
Гуцульська вишивка
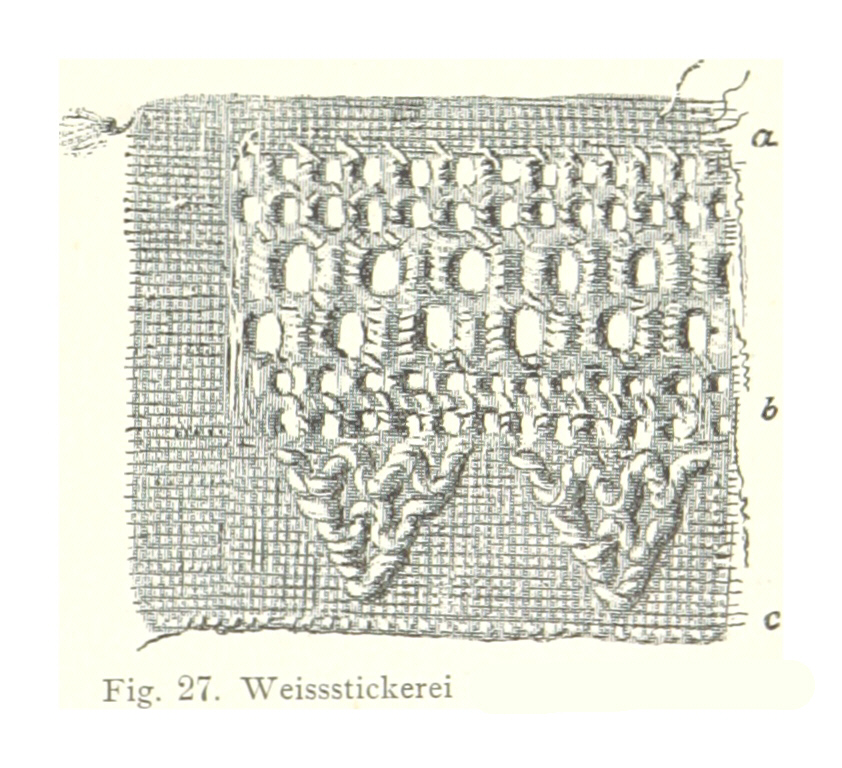
Гуцульська «цирка»
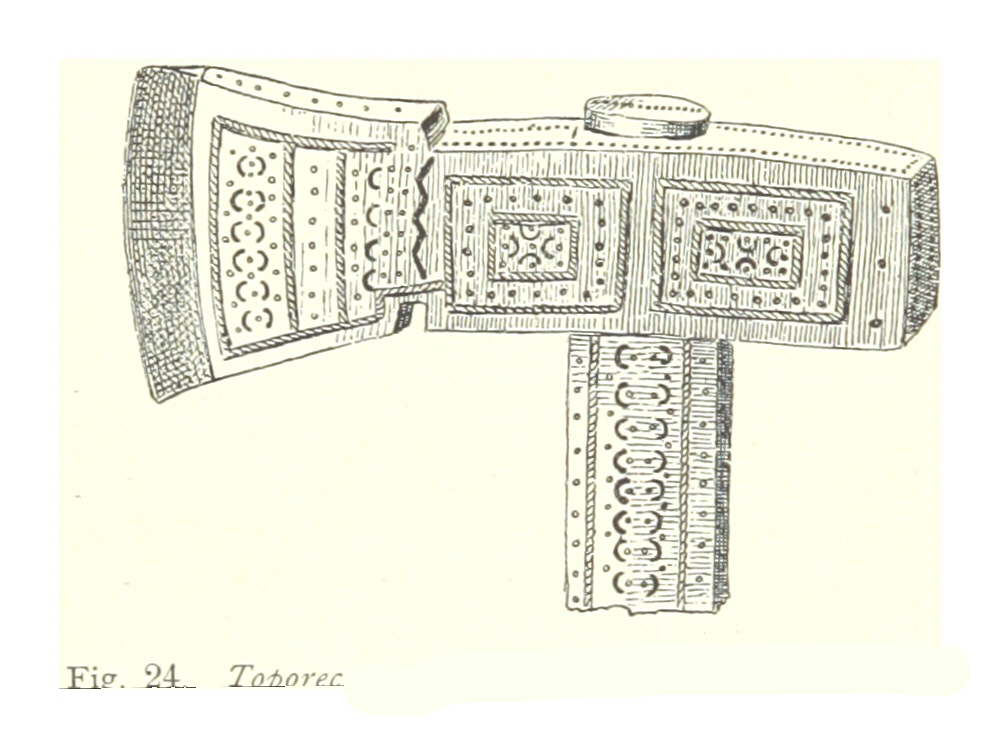
Топірець
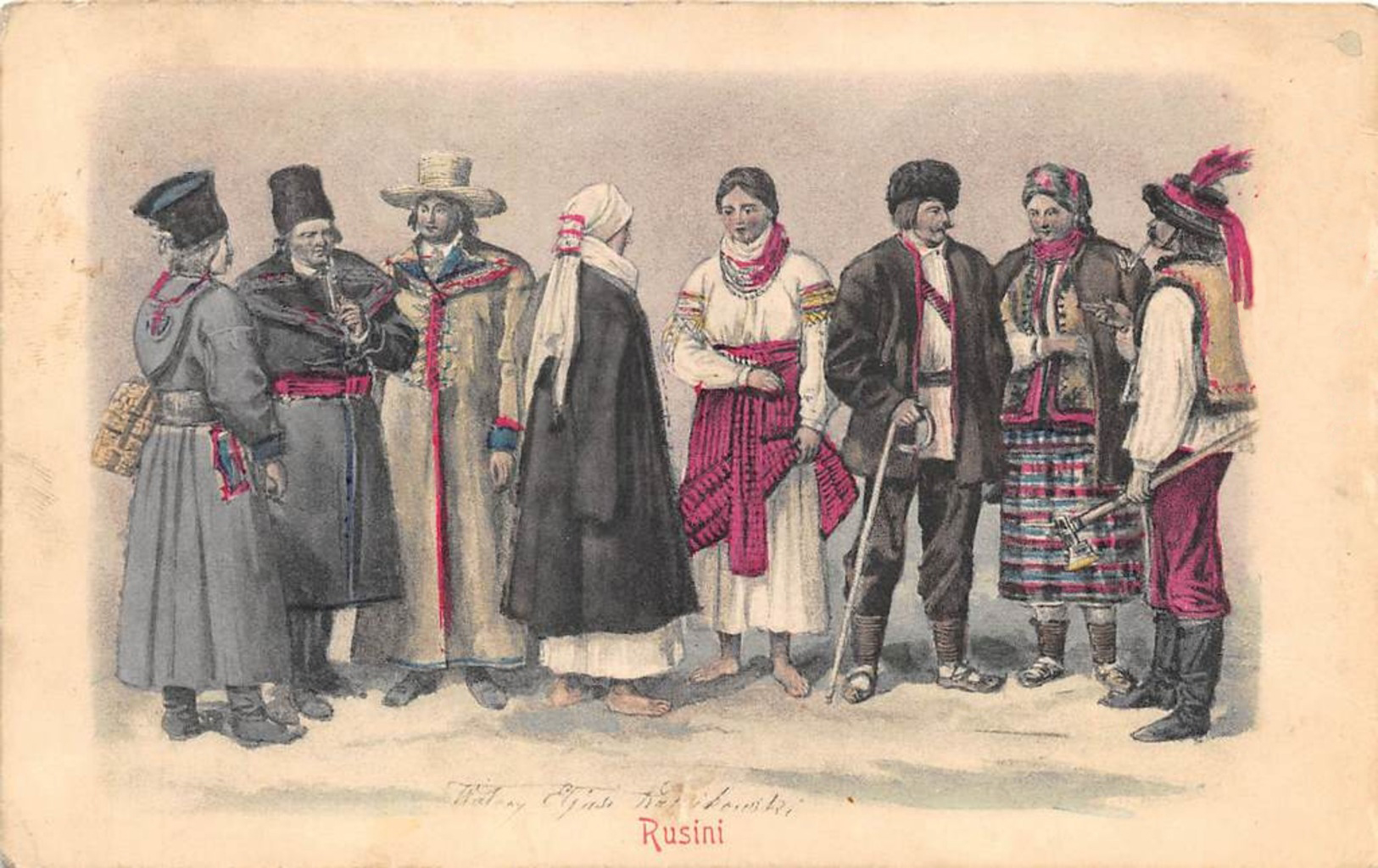
справа